# Hylophorbus proekes
Espèce
Hylophorbus proekes est une espèce d'amphibiens de la famille des Microhylidae.

## Répartition
Cette espèce est endémique de la province de Sandaun en Papouasie-Nouvelle-Guinée. Elle n'est connue que sur les pentes sud du mont Sapau, dans les monts Torricelli.

## Description
Hylophorbus proekes mesure de 26 à 35 mm pour les mâles et de 33 à 37 mm pour les femelles. Son dos est brun foncé ; son ventre, clair, est de tonalité gris violacé  taché de gris foncé. Des points jaune-orangé sont présents au niveau de l'aine.

## Publication originale
- Kraus & Allison, 2009 : New species of frogs from Papua New Guinea. Bishop Museum Occasional Papers, no 104, p. 1-36 (texte intégral).